# Syzygium hutchinsonii
Syzygium hutchinsonii là một loài thực vật có hoa trong Họ Đào kim nương. Loài này được (C.B.Robinson) Merr. miêu tả khoa học đầu tiên năm 1951.